# 詹姆斯·W·瓦茨
詹姆斯·W·瓦茨（英語：James Winston Watts，1904年1月19日—1994年11月15日）是一位美国医生，与沃尔特·杰克逊·弗里曼二世一起在美国推广脑白质切除术，曾为罗斯玛丽·肯尼迪做过脑白质切除手术。